# Finally (アイドルグループ)
Finally（ファイナリー）は、日本の女性アイドルグループ。所属事務所は株式会社トイル&モイル。

## 概要
143∽の元メンバー６名が事務所から独立しセルフプロデュースで活動していたが、2024年8月からは事務所に所属し活動している。
前身の143∽時代、2019年開催のアイドルソロクイーンコンテストにてJuriが決勝ダンス1位で優勝、Megが第4位、Rinkaが第5位、と上位を独占し初代最優秀団体賞及び集客特別賞を受賞している。
ファンの総称は「Fimilly(ファイミリー)」。

## 略歴
2021年
7月3日、代官山UNITにて『 Finally デビュー単独公演 〜まだ見ぬStory〜 』開催。
2022年
1月4日、渋谷club asiaにて『Finally 1st ONEMAN LIVE〜2022年Finallyで埋めつくせ〜』開催。
1月5日、横浜1000clubにて『ZAWA Fes Extra メインステージ選考ライブ』出演。
3月21日、山梨県にある「山中湖交流プラザ きらら」にて開催された『アイドル甲子園』に出演。
3月29日、1st CD single『君に咲いたリナリア』リリース(3 Type)。
4月9日、熊本県にある動物園、「阿蘇カドリー・ドミニオン」とコラボし、カドリーホールにてスペシャルライブを開催。同日にバスツアーも開催している。
4月30日、『ZAWA Fes.2022』出演。
6月11日＆12日、『mistFES2022』出演。
7月2日、渋谷REXにて『Finally 1st Anniversary ONEMAN LIVE』開催。
7月16日、お台場青海R地区特設会場にて開催された『2022 TOKYO アイドル博』に出演。
8月27日、『＠JAM EXPO 2022』出演。A
9月17日、『イナズマロックフェス2022』出演。
10月1日、『MEGA★ROCKS 2022』出演。
10月9日、『FABLED NUMBER pre.「DIE ON ROCK FES 2022」supported by SNAZZY TUNES』出演。
2023年
3月26日、新宿BLAZEにてバンド編成ワンマン『- Next,Attract,Piece -』昼夜２公演開催。
4月7日、下北沢Shangri-Laにて開催されたFABLED NUMBER presents『Forever And Ever』にオープニングアクトとして出演。
4月16日、静岡県掛川市にある、「つま恋リゾート 彩の郷」にて開催された野外アイドルフェス『静岡アイドルフェスティバル イン つま恋』に出演。
4月29日、Shibuya WWWにて、草野華余子プロデュースのアイドル、アキストゼネコが主催する「brute eyes vol.2」にオープニングアクトとして出演。この日、「燈-tou」のリリース発表と併せて「燈-tou」がTBS系列「ひるおび」2023年5月期エンディングテーマに起用されることが発表された。
7月17日、Finally 2nd Anniversary One-Man Live 代官山SPACE ODDにて開催。
8月5日、Zicro Tokyoにて香鶏酒房鳥八presents「第1回やべ～アイドル決定戦」に出演し優勝する。※香鶏酒房鳥八は俳優やべきょうすけのラジオ「やべきょうすけのやべ～番組」のメインスポンサー。本イベントにはMCとして、やべきょうすけも出演した。
8月26日、『＠JAM EXPO 2023』に出演。
9月30日、大洗海上花火大会『ふるさと納税フェスティバルat大洗サンビーチ』出演。
10月8日、東京代々木公園ケヤキ並木にて開催された『VIETNAM PHO FESTIVAL(ベトナム フォー フェスティバル)』に出演。
11月13日、SHIBUYA DESEOにて、草野華余子プロデュースのアイドル、アキストゼネコが主催する「naked blood vol.3」に出演。
11月26日、下北沢ReGにて開催されたZEPHYREN×SNAZZY TUNES presents『Raise Up 2023』に出演。
12月10日、『Finally One-Man Live -This is Finally-』 Spotify O-WESTにて開催。
2024年
1月2日、『アイドル甲子園 in Spotify O-WEST 2024』出演。
1月4日、『アイドル甲子園 in duo MUSIC EXCHANGE 2024』出演。
1月21日、下北沢で開催された『LIVEHOLIC presents.“恋せよ男子2024“ supported by 激ロック & Skream!』に出演。
2月10日、渋谷THE GAMEにて開催された『東京激ロックDJパーティー』にゲスト出演。
2月29日、六本木 BANK30にて開催された『GROOVE 2024 presented by mimonal』に出演。
3月9日、下北沢で開催された『LUPINUS ROCK FESTIVAL 2024』に出演。
3月30日、川崎クラブチッタで開催された『ENERGY MUSIC 2024』に出演。
3月31日、渋谷Spotify O-Crestで開催された『STELLA NOVA 2024 SHIBUYA』に出演。
4月1日、「Call my name」がテレビ東京の番組「ゴッドタン」2024年4月度エンディングテーマに起用されることが発表された。
4月27日、東京お台場にて開催された『肉フェス 2024 Worldセレクション TOKYO』にオープニングアクトとして出演。
4月28日、渋谷Milkywayにて開催された『Finally ×feelNEO 2 MAN LIVE』に出演。
5月4日、渋谷GARRET udagawaにて開催された『Killer Tune SHIBUYA 2024 GWSP Vol.2』に出演。
5月5日、代官山SPACE ODDにて『Finally presents ファイナライブvol.4』を開催。
5月6日、新宿歌舞伎町で開催されたサーキットイベント『歌舞伎町UP GATE↑↑2024』に出演。会場は新宿MARZ。
5月10日、心斎橋VARONにて開催された『DOLL ON TOP supported by MAWA LOOP』に出演。
5月11日、『MAWA LOOP OSAKA 2024 DAY1』に出演。会場はBEYOND。
5月12日、『MAWA LOOP OSAKA 2024 DAY2』に出演。会場はFANJtwice。
5月18日、渋谷Milkywayにて『Finally One-coin Live！』を開催。
5月25日、渋谷WWW Xにて開催された『Nao＋5thワンマンライブ〜Road to asia in Shibuya WWW X〜』に出演。
5月31日、渋谷Milkywayにて開催された『Finally × PLEVAIL 2 MAN LIVE』に出演。
6月2日、渋谷WOMB LOUNGEにて開催された『GEKIROCK CLOTHING Presents "WEAR THE MUSIC" DAY2』に出演。
6月9日、代官山SPACE ODDにて『Finally presents ファイナライブvol.5』を2部制で開催。
6月11日、下北沢ERAで開催されたil pleut & Karman pre.『chaotic rain vol.3-FREE-』に出演。
6月16日、下北沢Flowers Loftにて開催された『脱却』に出演。
6月17日、下北沢ReGにて開催されたzanka presents『HANABI』に出演。
6月22日、大阪 Music Club JANUSにて開催された『IDO-LIVE!!』に出演。
6月23日、大阪 BIGCATにて開催された『『IDO-LIVE!! Summer Edition』に出演。
6月27日、渋谷DESEOにて開催された『東京少女』に出演。
6月28日、渋谷Spotify O-Crestにて開催されたairattic pre.『atticroom : night party』に出演。
6月30日、新高円寺LOFT Xにて開催された『NEW KOENJI GENERATION』に出演。
7月4日、渋谷Milkywayにて『ワンマン直前！無銭単独』を開催。
7月7日、新宿MARZにて開催された『『FOUR SHOTS+』に出演。
7月8日、渋谷DESEOにて開催された『Vamos Ao Vivo!!』に出演。
7月11日、渋谷スターラウンジにて開催された『キングサリ × Finally』に出演。
7月13日、代官山SPACE ODDにて『Finally 3rd Anniversary ONEMANLIVE』を開催。
7月14日、池袋西口公園にて開催された『Oshi Fes in IKEBUKURO』に出演。
7月15日、渋谷duoにて開催されたunSea 1周年ワンマン『夏祭り』に出演。
7月21日、下北沢シャングリラにて開催された『マスカレイド・アイドル SHIMOKITA NIGHT』に出演。
7月26日、高田馬場CLUB PHASEにて開催された『SUMMER VACATION TOUR 2024』に出演。
7月28日、渋谷Spotify O-Crestにて開催された『emoemoemoemoe　Revolution No.55』に出演。
7月30日、下北沢Flowers Loftにて開催された『脱却』1周年記念に出演。
8月10日、北九州 小倉 あるあるCITY 7HALLにて開催された『小倉魔悪祭』に出演。
8月11日、北九州 小倉LIVE SPOT WOW!にて開催されたDEPARTURES Presents『Future’s Door』に出演。
8月13日、下北沢Flowers Loftにて開催された『脱却』1周年記念に出演。
8月17日、渋谷Milkywayにて『Finally無料LIVE!! 集まれ!!〜下半期の情報いっぱい発表します！〜』を開催。
8月18日、東京キネマ倶楽部にて香鶏酒房鳥八presents「第1回やべ～アイドル決定戦」に出演し優勝する。
8月23日、両国SUNRIZEにて開催された『BOYS×GIRLS』に出演。
8月25日、SHIBUYA CYCLONE＆GARRET udagawaで開催された2会場サーキットイベント『Killer Tune SHIBUYA 2024 Vol.54』に出演。会場はSHIBUYA CYCLONE。
8月31日、渋谷RINGにて開催されたKetulo東名阪対バンツアー『Stay with me』に出演。
8月31日、下北沢4会場で開催された『ラストランプpresents.『トラROCK FESTIVAL』に出演。

## メンバー
| 名前          | 誕生日   | 担当色   | ファンネーム            | 出身     | 備考 |
| ------------- | -------- | -------- | ----------------------- | -------- | ---- |
| Juri ジュリ   | 11月24日 | 紫       | ジュリマニ              | 愛知県   |      |
| Meg メグ      | 10月31日 | 青       | Megroupy (メグルーピー) | 兵庫県   |      |
| Rinka リンカ  | 7月29日  | 赤       | ちーむりんかちん        | 岐阜県   |      |
| Haruna ハルナ | 5月10日  | オレンジ | ハルノコ                | 長野県   |      |
| Tina ティナ   | 6月19日  | 黄       | てぃーちゃんず          | 神奈川県 |      |
| Aoi アオイ    | 12月4日  | 白       | あお依存                | 東京都   |      |

## 作品

### CDシングル
※順位はオリコンランキング最高位。
ACEAIM

### 楽曲配信
| #  | 配信日         | タイトル                           | 作詞/作曲(編曲)                               |
| -- | -------------- | ---------------------------------- | --------------------------------------------- |
| 1  | 2021年4月7日   | Innocent War                       | Meg/SHIBU                                     |
| 2  | 2021年5月10日  | Finally                            | Rinka/SHIBU                                   |
| 3  | 2021年7月4日   | 君は君で、そのままで               | Meg/SHIBU                                     |
| 4  | 2021年8月4日   | 淡恋                               | Meg/Tsuyoshi                                  |
| 5  | 2022年1月18日  | 君に咲いたリナリア                 | Finally,SHIBU/SHIBU                           |
| 6  | 2022年4月9日   | 花瓶                               | Meg,Rinka/大鹿大輝                            |
| 7  | 2022年4月30日  | Trash Talk                         | 山田竜平×Finally/山田竜平(編曲︰山田たち)     |
| 8  | 2022年8月6日   | 君エール                           | Rinka/SHIBU                                   |
| 9  | 2022年8月21日  | 暁                                 | Finally/SHIBU                                 |
| 10 | 2022年8月26日  | 決別イミテーション                 | Meg,春陽/春陽                                 |
| 11 | 2022年9月16日  | WILD BRAVE                         | 草野華余子                                    |
| 12 | 2022年11月30日 | Rock'n'roll Shooter                | 横山直弘(感覚ピエロ)                          |
| 13 | 2022年12月30日 | WINNERS                            | Rinka,Juri,春陽/春陽                          |
| 14 | 2023年1月28日  | 走れ                               | Rinka/taka(ex.ミオヤマザキ)                   |
| 15 | 2023年2月28日  | Love me for who I am               | N'Eita/N'Taichi,宗光-Rodriguez(FABLED NUMBER) |
| 16 | 2023年3月22日  | ファイター                         | 内田直孝(Rhythmic Toy World)                  |
| 17 | 2023年4月30日  | 燈-tou                             | Meg/taka (ex.ミオヤマザキ)                    |
| 18 | 2023年8月1日   | トーキョー・ナイト・イミテーション | 横山直弘(感覚ピエロ)                          |
| 19 | 2024年5月13日  | オワラナイ                         | Meg,juri/taka(ex.ミオヤマザキ)                |
| 20 | 2024年7月14日  | 夏の怪獣                           | 小野武正(KEYTALK)                             |
| 21 | 2024年11月11日 | 心壊                               | Meg/田村優太(プラチナリズム)                  |
| 22 | 2024年12月29日 | 他人火事着火マイクファイヤー       | 火杜梶 炎矢/taka(ex.ミオヤマザキ)             |
| 23 | 2024年12月29日 | LANDSTAR                           | Mutsumi(VOI SQUARE CAT)                       |
| 24 | 2025年2月26日  | サービス                           | 片桐航(Lenny code fiction)                    |

### ミュージックビデオ
| 公開日 | 公開日   | タイトル                     | 監督                              | 備考 |
| 年     | 月日     | タイトル                     | 監督                              | 備考 |
| ------ | -------- | ---------------------------- | --------------------------------- | ---- |
| 2022年 | 1月18日  | 君に咲いたリナリア           | Taiga Minami                      |      |
| 2022年 | 9月19日  | WILD BRAVE                   | Kohei Matsubara                   |      |
| 2023年 | 3月11日  | 走れ                         | Koki Okamoto                      |      |
| 2023年 | 4月29日  | 燈-tou                       |                                   |      |
| 2023年 | 12月31日 | Call my name                 |                                   |      |
| 2024年 | 2月1日   | ファイター                   |                                   |      |
| 2024年 | 4月3日   | We are Finally!!!            |                                   |      |
| 2024年 | 7月14日  | 夏の怪獣                     | Shin Ishihara                     |      |
| 2024年 | 12月30日 | 他人火事着火マイクファイヤー | Satoshi Fukuda                    |      |
| 2025年 | 3月2日   | サービス                     | Satoshi Fukuda（TRASH ART WORKS） |      |

### 未配信曲
- WINGS
- believeing
- 飽くなきヒーロー
- New:ERA
- 愛迷
- We are Finally!!!

### 公式サイト
- Finally official website

### 動画サイト
- Finally Official - YouTubeチャンネル

### SNS
- Finally (@Finally_Rock) - X（旧Twitter）

| スタブアイコン | サブスタブ | この項目は、まだ閲覧者の調べものの参照としては役立たない、アイドル（グラビアアイドル・ライブアイドル・ネットアイドル・レースクイーン・コスプレイヤーなどを含む）に関連した書きかけの項目です。この項目を加筆・訂正などしてくださる協力者を求めています（P:アイドル/PJ:芸能人）。 |